# Cantó de Saint-Pol-de-Léon
El cantó de Saint-Pol-de-Léon (bretó Kanton Kastell-Paol) és una divisió administrativa francesa situat al departament de Finisterre a la regió de Bretanya.

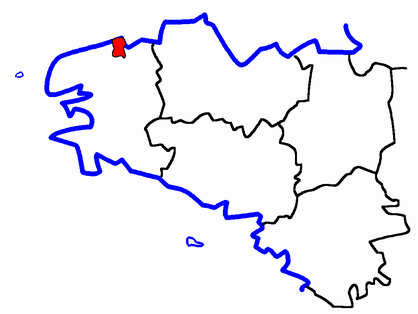
Situació del cantó

## Composició
El cantó aplega 8 comunes :
| Nom bretó    | Nom francès       | Nom gal·ló |
| Enez-Vaz     | Île-de-Batz       | ---        |
| Mespaol      | Mespaul           | ---        |
| Plouenan     | Plouénan          | ---        |
| Plougouloum  | Plougoulm         | ---        |
| Rosko        | Roscoff           | ---        |
| Kastell-Paol | Saint-Pol-de-Léon | ---        |
| Santeg       | Santec            | ---        |
| Sibirill     | Sibiril           | ---        |

## Història
| Data d'elecció                           | Identitat     | Partit        | Qualitat |
| ---------------------------------------- | ------------- | ------------- | -------- |
| 2004-                                    | Jacques Édern | Divers gauche |          |
| les dades anteriors no són pas conegudes |               |               |          |
|                                          |               |               |          |